# بين كينغ
بين كينغ (بالإنجليزية: Ben King)‏ هو موسيقي وعازف قيثارة بريطاني، ولد في 22 يوليو 1984.

## وصلات خارجية
- الموقع الرسمي